# Искусство катакомб
 Иску́сство раннехристианских катако́мб  — один из основных видов искусства раннехристианского периода, главным образом граффити и настенных росписей раннехристианских катакомб, в основном катакомб Рима и Неаполя.

## Катакомбы
- Катакомбы Рима в Италии
  - Список катакомб Рима
- Катакомбы Сан-Джованни (Сиракузы, Италия)
- Катакомбы Санта-Лючия (Сиракузы, Италия)

## История
Катакомбы появляются в городах Апеннинского полуострова и Северной Африки начиная со II в. н. э. Захоронения в катакомбах образовались из частных земельных владений. Так, например римские собственники земель устраивали на принадлежавшем им участке одиночную могилу, или целый семейный склеп, куда допускали своих наследников и близких, подробно обозначая круг этих лиц и их права на могилу. В дальнейшем их потомки, переходившие в христианство, допускали для погребения на своих участках единоверцев.
По мнению ряда исследователей катакомбы «никогда не использовались в качестве места для собраний или убежища христиан для преследований: это были частные кладбища, охраняемые кладбищенскими законами Древнего Рима». При этом в «Апостольских постановлениях» (ок. V века) содержится прямое указание на встречи ранних христиан в катакомбах: «…без наблюдения собирайтесь в усыпальницах, совершая чтение священных книг и поя псалмы по почившим мученикам и всем от века святым, и по братьям своим, почившим о Господе. И вместообразную приятную евхаристию царского тела Христова приносите в церквах своих и в усыпальницах…». Об устойчивой традиции совершать богослужения в катакомбах свидетельствует одна из надписей, найденных в XVI веке Цезарем Баронием в катакомбах святого Каллиста: «Какие горькие времена, мы не можем совершать в безопасности таинств и даже молиться в наших пещерах!».
Катакомбы в период II—IV веков использовались христианами и для осуществления захоронений, так как община считала своим долгом погребать единоверцев только среди своих. Похороны у первых христиан были простыми: предварительно омытое и умащённое различными благовониями тело (бальзамирования с очищением внутренностей древние христиане не допускали) закутывали в саван и помещали в нишу. Затем её закрывали мраморной плитой и в большинстве случаев замуровывали кирпичами. Управлением и поддержанием порядка в катакомбах занимались фоссоры (лат. fossores).

## Характеристика
Катакомбы представляют собой разветвленную, запутанную сеть подземных ходов, которые проделаны прямо в туфе и лишь изредка дополненны каменными сооружениями (обычно используются как подпорки). Особое распространение катакомбы получают в Риме. Здесь их протяженность составляет более 100 км. Катакомбы имели множество ответвлений, зачастую образовывающих сложную сеть галерей, идущих друг над другом.
В стенах устраивались многоярусные ниши для братских захоронений. После погребения тела ниша запечатывалась плитой из камня или обожженой глиной с надписью, фигурным изображением (процарапанным по штукатурке или нанесенным краской).
Кроме галерей в катакомбах встречаются просторные помещения — кубикулы, служившие склепами священникам. Они располагались изолированно, или друг возле друга, часто подпирались стенами, которые придавали им архитектурную законченность — вид крипты или небольшой базилики. В кубикулах тело помещалось обычно в выемках, которые облицовывались каменными или керамическими плитками (solia), поверх которых проходила арка (arcosolium), также выдолбленная в туфе и украшенная росписью. Часто использовались и саркофаги, украшенные рельефами.
В катакомбах архитектурные формы и фигурные украшения не преследовали по-настоящему эстетических целей. Планировка, размещение опор, общее архитектурное решение зависели исключительно от практических задач. Изображения же имели по преимуществу религиозный или поминальный характер — своего рода молитвы о спасении души, плач по усопшему. Декоративные элементы были просто знаками любви или признательности — словно цветы на надгробии. Саркофаги же изготавливались в обычных мастерских массово, и не являются специфически христианскими изделиями.

### Росписи
Росписи катакомб многочисленны и хорошо сохранились в темноте. Они дают обширный и ценный материал для изучения истории раннего христианства, и той роли, которая отводилась в нём искусству.
Росписи квалифицируются в зависимости от содержания. Разнообразие тематики и стиля во многом объясняются долгим периодом их развития — III—V века н. э.
В них доминирует христианский эсхатологический мотив, представление о потустороннем мире как о мистическом причащении души к Богу. Наиболее древние изображения часто используют классические темы, толкуя их аллегорически (Орфей, Амур, Психея, гении, амуры, пальмовый лист, виноградная лоза и т. п.), а также символические надписи (рыба-ихтис). Позже появляются библейские изображения (Моисей, Ной с ковчегом, Иона, Давид, Иов) и евангельские (воскрешение Лазаря, чудодейственные исцеления). Эти образы всё равно имеют переносный смысл и связаны со спасением и воскрешением души. Реже попадаются религиозные изображения, явно зависимые от церковных росписей, и не связанные с потусторонним — Христос среди отцов церкви или traditio legis («обучение закону»).
Стилистически эти росписи явно отражают эволюцию выразительных средств живописи, а также различное качество живописи в начале и конце этого периода. Они отражают переход от эллинистического художественного натурализма (приемы иллюнизионистической передачи изображаемого) — ко всё более обобщенной и менее натуралистичной форме. Эта форма опирается на растущее стремление к символичности, низводит фигуры к простым знакам, которые пригодней всего к передаче соответствующего идеологического содержания. Именно таким путём катакомбная живопись, которая ради идеологического переосмысления отделяла формы от их изначального смысла, способствовала распаду классического искусства. Этот процесс распада ускорялся тем, что надгробные изображения должны были соответствовать потребностям неоднородных слоев населения (социально и культурно), однако объединённых единой верой. Этим объясняется и распространение народных апокрифов с христианской тематикой.

### Саркофаги
Раннехристианские саркофаги, часто происходящие из катакомб и датируемые II-V вв., делались в тех же мастерских, что и языческие. Изготовление таких изделий, намного больше, чем росписи, требовало от автора профессиональной квалификации, мастерских. Поэтому скульптура дольше, чем живопись остаётся связанной с темами, образами, орнаментами традиционного искусства - и его техническими и стилистическими приёмами.